# Бебутов, Давид Осипович
Князь Давид Осипович (Иосифович) Бебутов (арм. Բեհբության Դավիթ Հովսեփի; 1793—1867) — русский генерал-лейтенант, участник Кавказских походов и Крымской войны.

## Биография
Князь, младший брат Василия Осиповича, родился 11 января 1793 года в Тифлисе.
Получив образование в Тифлисском благородном училище, Давид Осипович поступил в 1811 года юнкером в Нарвский драгунский полк, действовавший тогда против кахетинских горцев. Произведённый 4 декабря 1812 года в офицеры, он совершил с полком, шесть месяцев спустя, поход к Брест-Литовску, в 1814 года — к Кракову.
В 1820 году он уже командовал эскадроном. Переведённый в Отдельный Кавказский корпус, Бебутов под начальством Ренненкампфа, принял участие в экспедициях 1830 г. — против джаробелаканских лезгин и против горных осетин со стороны Карталинии.
Заслуги Бебутова были оценены графом Паскевичем, временный преемник которого на Кавказе, Н. П. Панкратьев, поручил ему наблюдать за исполнением мероприятий учреждённого после Адрианопольского мира комитета для переселения христиан из Турции. Окончив это поручение с полным успехом, Бебутов оказался в следующих 1831 и 1832 годов одним из самых энергичных деятелей в экспедициях генералов Розена и Вельяминова против главы мюридов Кази-Муллы. Выступив к укреплению Чумкескенту, занятому Кази-Муллою, 1 декабря 1831 г. он взял этот пункт приступом, за что награждён орденом св. Георгия IV класса, а затем, 17 октября 1832 года, командуя 2-м конно-мусульманским полком, казаками и грузинской милицией, отличился при штурме аула Гимры, где Кази-Мулла, засевший с 3000 горцев, поплатился жизнью. В 1833 году Бебутов исправлял должность коменданта Ново-Закатальской крепости, и председателя Джаро-Белаканской области, а в 1834 году ему было поручено Паскевичем сформировать и отвести в царство Польское Закавказский конно-мусульманский полк. 2 марта 1835 года полк прибыл в Варшаву, где и состоял под начальством князя Бебутова, до 12 апреля 1852 года. Бебутов много содействовал формированию и отличной выправке этого полка, довел джигитовку и наездничество до совершенства, и, между прочим, составил для него извлечение из Кавалерийского устава, с переводом командных слов на простонародный татарский язык.
Награждённый с 1835 по 1838 год чином полковника, орденами Анны 2-й степени и Станислава 2-й степени, Владимира 3-й степени, князь Бебутов, в феврале 1846 года, выступил с своим полком к Кракову, в подкрепление действовавшего против поляков отряда графа Ридигера. 19 февраля он вошёл в город, a затем, совместно с князем Барятинским, преследовал инсургентов до прусской границы, где мятежники и положили оружие. 17 мая того же года Бебутов произведён в генерал-майоры (со старшинством от 23 марта 1847 года) с оставлением командиром полка, а в 1848 году награждён орденом св. Станислава 1-й степени.
В период Венгерской кампании 1849 года Бебутов явился участником сражений под Вайценом и при Дебрецене, получив за отличие в первом деле орден св. Анны 1-й степени и за второе — орден св. Георгия III класса и св. Владимира 2-й степени; полку же пожаловано Георгиевское знамя. В 1851 году ему была пожалована императорская корона с мечами к ордену св. Анны 1-й степени.
После начала Крымской войны, в апреле 1854 года князю Бебутову Высочайше повелено состоять при князе Паскевиче, назначенном главнокомандующим Дунайской армией. Прибыв в Каларам с сотней мусульман, сотней линейных казаков и полусотней горцев, он не замедлил принять участие в главных делах под Силистрией: 22 мая, при отражении турок из Арабского форта, a 28 мая при усиленной рекогносцировке Паскевича. С отрядом из 10 батальонов, одной кавалерийской бригады, казачьего полка и трёх батарей, Бебутов действовал затем весьма успешно, препятствуя неприятелю доставлять подкрепления Силистрии; затем во главе Ольтеницкого отряда, наблюдал за неприятелем в Туртукае, содержа разъезды от д. Грака до оз. Мастищи и истребил 300 перевозных лодок на Дунае.
Награждённый за Дунайскую кампанию золотой саблей с бриллиантами и надписью «За храбрость», Бебутов возвратился в Варшаву и состоял по-прежнему при Паскевиче.
После смерти Паскевича в 1856 году Бебутов был оставлен в Варшаве, 26 августа того же года произведён в генерал-лейтенанты и назначен состоящим при главнокомандующем 1-й армией, а в 1861 году определен на пост варшавского коменданта. В 1862 году награждён орденом Белого орла и в 1865 году — орденом св. Александра Невского.
В должности коменданта он оставался до самой кончины, последовавшей 11 марта 1867 года.
Князем Бебутовым оставлены автобиографические записки, обработанные для печати одним из сотрудников «Военного Сборника».

## Награды
российские:
- Орден Святого Георгия 4 ст. (1834)
- Орден Святой Анны 2 ст.
- Орден Святого Станислава 2 ст.
- Орден Святого Владимира 4 ст.
- Орден Святого Владимира 3 ст. (1845)
- Знак отличия «За XXX лет беспорочной службы» (1845)
- Орден Святого Станислава 1 ст. (1848)
- Орден Святой Анны 1 ст. (1849)
- Орден Святого Георгия 3 ст. (1849)
- Императорская корона к Ордену Святой Анны 1 ст. (1851)
- Знак отличия «За XXXV лет беспорочной службы» (1851)
- Орден Святого Владимира 2 ст. (1854)
- Золотая сабля «За храбрость» бриллиантами украшенная (1854)
- Золотая табакерка с вензелем Имени Его Величества (1856)
- Орден Белого орла (1862)
- Орден Святого Александра Невского (1865)

иностранные:
- Австрийский Орден Леопольда, командорский крест (1850)
- Прусский Орден Красного орла 2-го класса со звездой (1851)
- Австрийский Орден Железной короны 1 ст. (1853)
- Прусский Орден Красного орла 1-го класса (1864)

## Источник
- Русский биографический словарь: В 25 т. / под наблюдением А. А. Половцова. 1896—1918.
- Список генералам по старшинству. Исправлено по 1 января. — СПб., 1867. — С. 217